# Michailovski-kasteel

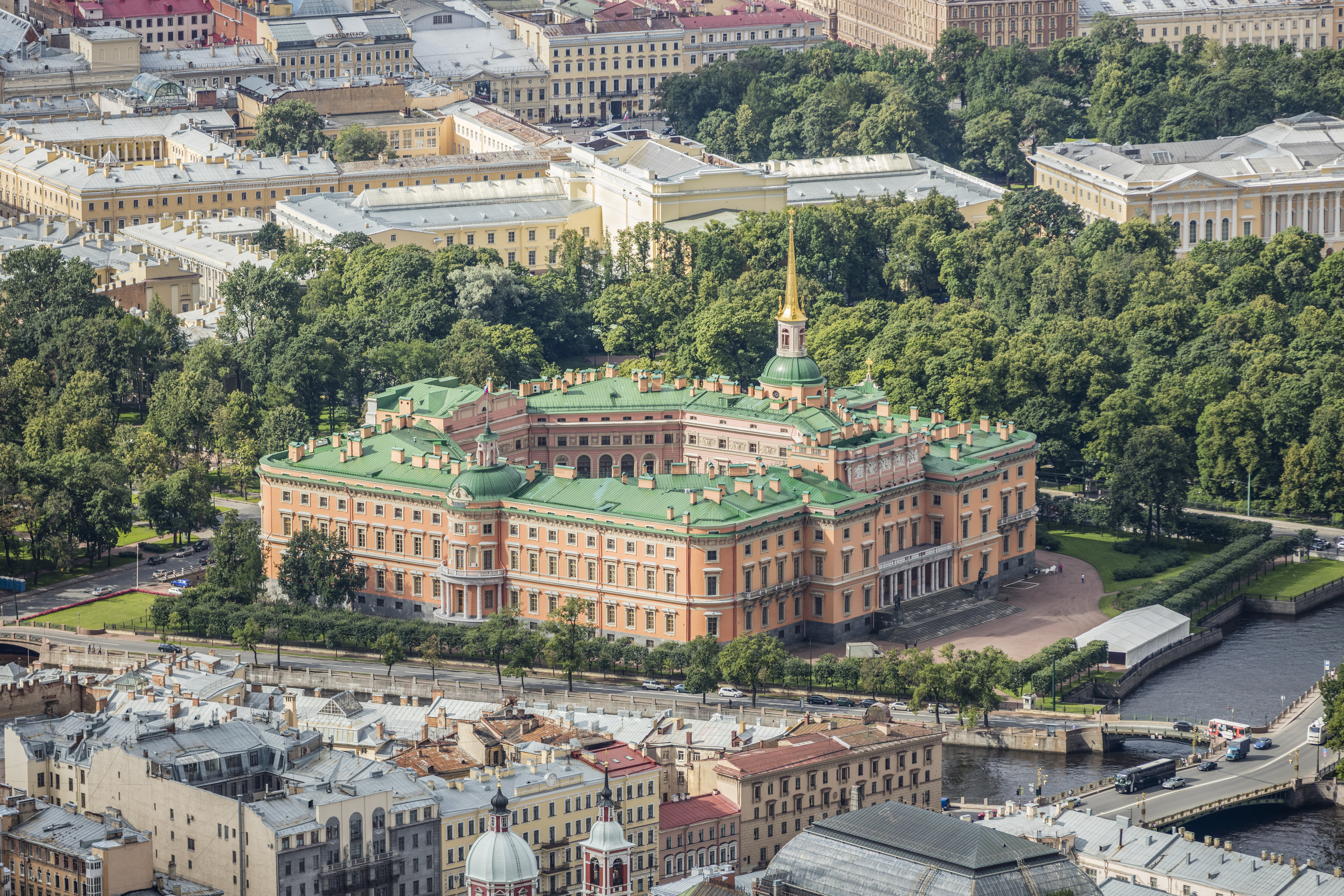
Het Michailovski-kasteel.

Het Michailovski-kasteel (Russisch: Михайловский замок, Michailovski zamok) is een voormalige residentie in het centrum van Sint-Petersburg, Rusland.
Het kasteel werd gebouwd op last van tsaar Paul. Paul was nogal wantrouwend aangelegd en had bij tijd en wijle zelfs paranoia-aanvallen. Hij wilde niet zoals zijn voorganger en moeder Catharina in het Winterpaleis wonen, omdat hij zich er niet veilig voelde. Daarom liet hij het Michailovski-kasteel bouwen. Het kasteel werd gebouwd tussen de rivieren Moika en de Fontanka. Bovendien werden er nog twee kanalen gegraven, zodat het hele kasteel door water omringd was en aldus alleen toegankelijk was via ophaalbruggen.
De bouw begon in 1797. Architecten waren Vincenzo Brenna en Vasili Bazhenov. Voor elke zijde werd een verschillende stijl gebruikt, zoals classicisme, Italiaanse renaissance en gotiek. Het gebouw werd officieel ingezegend op 8 november 1800, in het Russisch-orthodoxe geloof de dag van de aartsengel Michaël. Voor het gebouw liet Paul het ruiterstandbeeld van zijn grootvader Peter de Grote uit 1747 plaatsen (niet te verwarren met de Bronzen Ruiter elders in Sint-Petersburg). Op het voetstuk liet Paul de inscriptie "Van achterkleinzoon, voor overgrootvader" plaatsen. Het voetstuk is verder versierd met bas-reliëfs die twee overwinningen van Rusland op Zweden tijdens de Grote Noordse Oorlog uitbeelden. De bouw werd begin 1801 voltooid.
Paul heeft slechts veertig dagen van het nieuwe paleis kunnen genieten. Op 12 maart van datzelfde jaar werd hij door een groepje officieren gedwongen om een document over zijn onmiddellijke troonsafstand te ondertekenen. Toen hij dit weigerde, werd hij vermoord.
Zijn zoon Alexander volgde hem op, waarna de keizerlijke familie terugverhuisde naar het Winterpaleis. In 1823 werd het kasteel aan de militaire ingenieursschool overgedragen. Sindsdien heet het gebouw in de volksmond het Ingenieurkasteel (Russisch: Инженерный замок). Dostojevski studeerde hier van 1839 tot 1843.
In het begin van de jaren 90 van de twintigste eeuw werd het Michailovski-kasteel een filiaal van het Russisch Museum. In het kasteel bevindt zich nu de portrettengalerij met alle Russische heersers en hun verwanten van de 17e eeuw tot begin 20e eeuw.
- Gemeinsame Normdatei: 4570234-2
- Virtual International Authority File: 315945401